# 黃巴士
黃巴士（英語：Yellow Bus），是一本香港出版的兒童雜誌，於1996年創刊，以經常刊載漫畫小豬麥嘜及麥兜的故事聞名。原先附屬《星期天周刊》的兒童刊物。由於百樂門出版集團在1997年出現財政問題，麥家碧、謝立文等人在1998年成立非牟利的春田花花教育基金，改為獨立，並以雙周刊的形式出版，之後改成月刊形式出版。為吸引讀者訂閱，雜誌不時附送精品。
雜誌總編輯為許芷茵，2005年加入一口田有限公司之後，以6歲至12歲兒童為目標對象，內容更貼近兒童需要，欄目包括：黃巴士小故事、科學魔術、心理測驗、人間美事、環保等等，作者包括有著名美術插畫師麥家碧小姐、兒童文學作家周蜜蜜小姐，顧問方面更有兒童心理學家蕭芳芳女士。
2009年推出月報《Yellow Bus Light》，並於各教育中心、診所、學校及高級餐廳等免費派發。

## 外部連結
- 黃巴士首頁 （页面存档备份，存于）
- 電子書 （页面存档备份，存于）